# Volkmar Buchheim
Volkmar Buchheim (geboren am 3. Oktober 1949 in Magdeburg) ist ein ehemaliger deutscher Fußballspieler.
Er spielte bis 1972 bei Vorwärts Stralsund. In dieser Zeit spielte er mit dem Stralsunder Verein auch in der höchsten Spielklasse der DDR, der Oberliga, nämlich in der Saison 1971/1972, in der er zwei Mal zum Einsatz kam. Anschließend war er in der zweiten Mannschaft des 1. FC Lokomotive Leipzig aktiv.